# I Dream of Jenna
 Pour plus de détails, voir Fiche technique et Distribution
I Dream of Jenna est un film pornographique américain réalisé par Jenna Jameson et Justin Sterling, produit par Vivid Entertainment Group et sorti en 2002. Le scénario du film est inspiré de la série télévisée Jinny de mes rêves (I Dream of Jeannie), diffusée par la NBC dans les années 1960.
En août 2007 sort la suite du film, intitulée I Dream of Jenna 2,.

## Synopsis
L'astronaute Tommy (Steven St. Croix) s'échoue sur une île tropicale. Cherchant de l'aide, il trouve une bouteille, de laquelle surgit la belle Jenna (Jenna Jameson), une génie de la lampe avide de sexe. Jenna essaye sans cesse de séduire son nouveau maître et le suit jusque chez lui. Elle bouleverse la vie de l'astronaute. Lors du tournage d'un film pornographique, Jenna veut prendre en main la réalisation mais voit sa mauvaise sœur, Katrina (Nikita Denise), séduire « son » Tommy.

## Fiche Technique
Genre : Erotique 
Interdit aux moins de 18 ans

## Distribution
- Jenna Jameson : Jenna
- Steven St. Croix : Tommy
- Nikita Denise : Katrina
- Brittany Andrews
- Jewel De'Nyle
- Justin Sterling : Holterian
- Inari Vachs : Veronica
- Lezley Zen
- Aurora Snow
- Flick Shagwell
- Karee Anne : Betty
- Randy Spears: Roger
- Erik Everhard
- Jim Enright : Dr. Fellows

## Distinctions
| Année | Cérémonie  | Catégorie                                     | Acteurs nommés                            | Résultat   |
| ----- | ---------- | --------------------------------------------- | ----------------------------------------- | ---------- |
| 2003  | AVN Awards | Meilleure actrice dans un second rôle (vidéo) | Nikita Denise                             | Nomination |
| 2003  | AVN Awards | Meilleure scène de sexe entre filles (vidéo)  | Autumn Austin Jenna Jameson Nikita Denise | Lauréat    |
| 2003  | AVN Awards | Meilleure comédie de sexe                     | NC                                        | Nomination |
| 2003  | AVN Awards | Meilleure scène de sexe oral (vidéo)          | Jewel De'Nyle Steven St. Croix            | Nomination |